# Jesús Padilla
Jesús Andrés Padilla Cisneros (San Jose, 3 marzo 1987) è un ex calciatore messicano, di ruolo attaccante.

## Biografia
Nato negli Stati Uniti, ai sensi dell'articolo 30 della Costituzione del Messico è cittadino messicano, essendo nato all'estero ma da genitori messicani nati nel territorio nazionale. Padilla è stato, per questa ragione, il primo calciatore non nato in Messico a vestire la maglia del Guadalajara. Nel 2007 ha rifiutato la convocazione dell'Under-20 statunitense.

## Caratteristiche tecniche
Era una punta centrale, ma poteva essere impiegato anche come ala.

## Carriera
Cresciuto calcisticamente nel Guadalajara, ha debuttato nelle file del Tapatío (seconda squadra del Guadalajara) il 2 ottobre 2004, nell'incontro di campionato San Luis-Tapatío (5-2), subentrando ad Ángel Díaz al minuto 81. Ha debuttato in prima squadra il 6 agosto 2006, in Toluca-Guadalajara (1-0), subentrando a Emilio López al minuto 65. Il 17 agosto 2009 è passato in prestito al Chivas USA. Dopo due stagioni negli Stati Uniti, nel marzo 2011 è rientrato al Guadalajara. Nell'estate 2011 è passato in prestito al La Piedad. Al termine della stagione è rientrato al Guadalajara. L'11 dicembre 2012 è tornato in prestito al La Piedad. Rientrato dal prestito al termine della stagione, nel giugno 2013 è stato ceduto in prestito al Dorados. Nel gennaio 2014 è passato in prestito al Ballenas Galeana. Rimasto svincolato al termine della stagione, il 10 giugno 2015 è stato ingaggiato dal Cimarrones.

## Statistiche

### Presenze e reti nei club
| Stagione           | Squadra            | Campionato         | Campionato | Campionato | Coppe nazionali | Coppe nazionali | Coppe nazionali | Coppe continentali | Coppe continentali | Coppe continentali | Altre coppe | Altre coppe | Altre coppe | Totale | Totale | Totale |
| Stagione           | Squadra            | Comp               | Pres       | Reti       | Comp            | Pres            | Reti            | Comp               | Pres               | Reti               | Comp        | Pres        | Reti        | Pres   | Reti   |        |
| ------------------ | ------------------ | ------------------ | ---------- | ---------- | --------------- | --------------- | --------------- | ------------------ | ------------------ | ------------------ | ----------- | ----------- | ----------- | ------ | ------ | ------ |
| 2005-2006          | Guadalajara        | PD                 | 0          | 0          | -               | -               | -               | CL                 | 0                  | 0                  | -           | -           | -           | 0      | 0      |        |
| 2006-2007          | Guadalajara        | PD                 | 2          | 0          | -               | -               | -               | CS                 | 1                  | 0                  | -           | -           | -           | 3      | 0      |        |
| 2007-2008          | Guadalajara        | PD                 | 11         | 0          | -               | -               | -               | CL+CS              | 2+3                | 0+0                | ASL         | 3           | 0           | 19     | 0      |        |
| 2008-2009          | Guadalajara        | PD                 | 8          | 1          | -               | -               | -               | CL                 | 1                  | 0                  | ASL         | 0           | 0           | 9      | 1      |        |
| 2009-2010          | Guadalajara        | PD                 | 3          | 0          | -               | -               | -               | CL                 | 0                  | 0                  | -           | -           | -           | 3      | 0      |        |
| Totale Guadalajara | Totale Guadalajara | Totale Guadalajara | 24         | 1          |                 | -               | -               |                    | 7                  | 0                  |             | 3           | 0           | 34     | 1      |        |
| ago.-dic. 2009     | Chivas USA         | MLS                | 11+2       | 1+0        | USOC            | 0               | 0               | -                  | -                  | -                  | ASL         | 0           | 0           | 13     | 1      |        |
| 2010               | Chivas USA         | MLS                | 26         | 6          | USOC            | 3               | 2               | -                  | -                  | -                  | ASL         | 3           | 1           | 32     | 9      |        |
| Totale Chivas USA  | Totale Chivas USA  | Totale Chivas USA  | 39         | 7          |                 | 3               | 2               |                    | -                  | -                  |             | 3           | 1           | 45     | 10     |        |
| mar.-giu. 2011     | Guadalajara        | PD                 | 0          | 0          | -               | -               | -               | -                  | -                  | -                  | -           | -           | -           | 0      | 0      |        |
| 2011-2012          | La Piedad          | LA                 | 29         | 8          | -               | -               | -               | -                  | -                  | -                  | -           | -           | -           | 29     | 8      |        |
| giu.-dic. 2012     | Guadalajara        | LMX                | 7          | 0          | CMX             | 0               | 0               | CCL                | 1                  | 0                  | -           | -           | -           | 8      | 0      |        |
| dic. 2012-2013     | La Piedad          | AMX                | 16         | 1          | CMX             | 2               | 0               | -                  | -                  | -                  | -           | -           | -           | 18     | 1      |        |
| 2013-gen. 2014     | Dorados            | AMX                | 12         | 2          | CMX             | 6               | 1               | -                  | -                  | -                  | -           | -           | -           | 18     | 3      |        |
| gen.-giu. 2014     | Ballenas Galeana   | AMX                | 12         | 1          | CMX             | 0               | 0               | -                  | -                  | -                  | -           | -           | -           | 12     | 1      |        |
| giu.-dic. 2015     | Cimarrones         | AMX                | 3          | 1          | CMX             | 0               | 0               | -                  | -                  | -                  | -           | -           | -           | 3      | 1      |        |
| Totale carriera    | Totale carriera    | Totale carriera    | 142        | 21         |                 | 11              | 3               |                    | 8                  | 0                  |             | 6           | 1           | 167    | 25     |        |